# نبرد نیکوپولیس

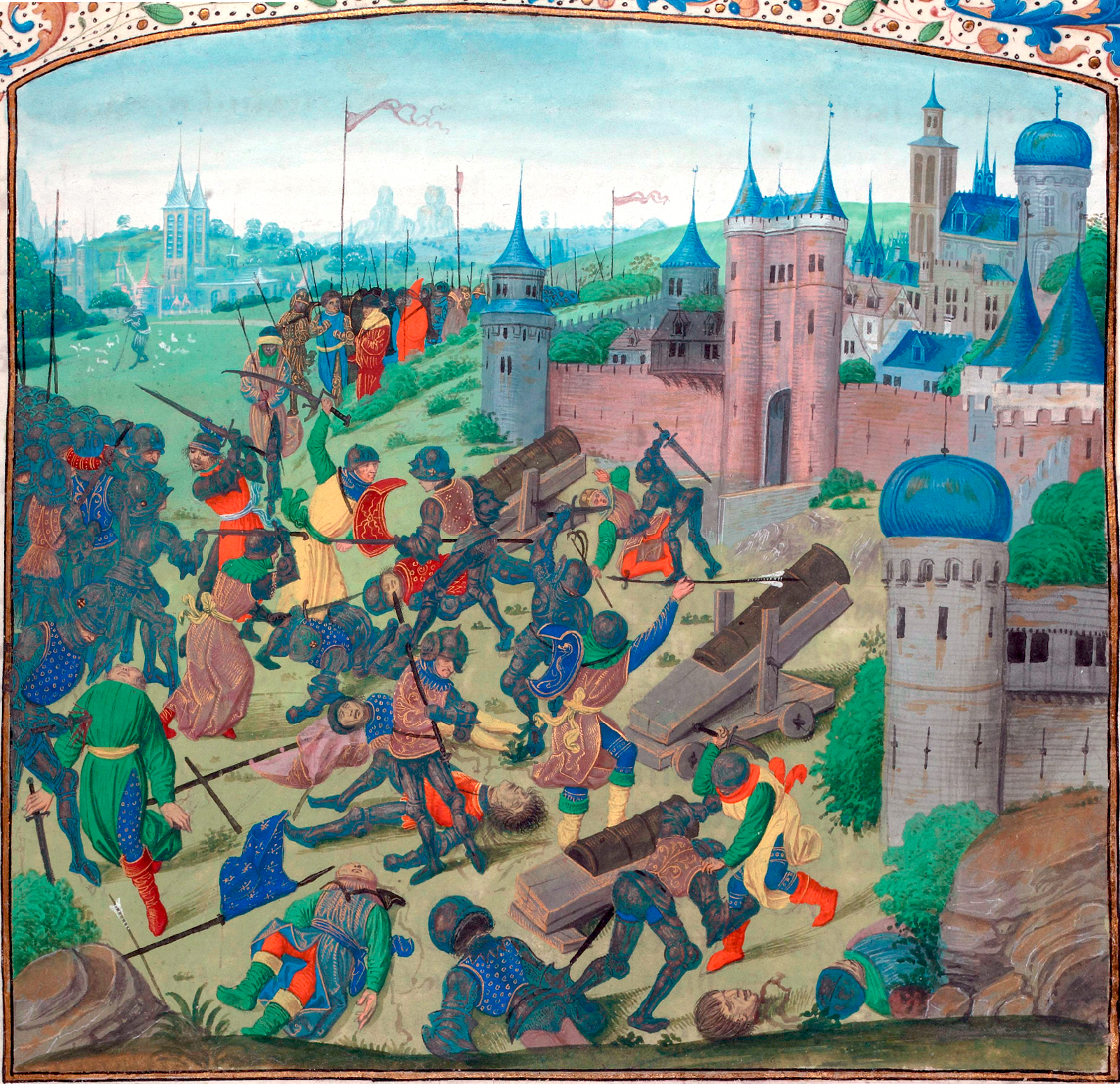
جنگ نیکوپولیس

جنگ نیکوپولیس، در ۲۵ سپتامبر ۱۳۹۶ میان امپراتوری عثمانی با نیروهای متحد پادشاهی مجارستان، امپراتوری مقدس روم، فرانسه، پادشاهی ناوار، بورگوندی شاهزاده‌نشین والاچیا، لهستان، پادشاهی انگلستان، پادشاهی اسکاتلند، کنفدراسیون کهن سوئیس، جمهوری ونیز، جمهوری ژنو و شوالیه‌های یوحنای مقدس، در نزدیکی رودخانهٔ دانوب در نیکوپولیس (نیکوپول بلغارستان) روی داد. این جنگ بیشتر به عنوان جنگ صلیبی نیکوپولیس یاد می‌شود و آخرین جنگ صلیبی سده‌های میانه (قرون وسطی) در مقیاس بزرگ بود.